# Verdi pascoli (opera teatrale)
Verdi Pascoli (in lingua inglese The Green Pastures) è un dramma di Marc Connelly basato sulla raccolta di racconti Ol' Man Adam an' His Chillun di Roark Bradford. Il dramma, debuttato nel 1930, vinse il Premio Pulitzer per la drammaturgia nello stesso anno e racconta episodi dell'Antico Testamento visti attraverso gli occhi di un bambino afroamericano del Sud degli Stati Uniti durante la grande depressione.

## Adattamento cinematografico
Nel 1936 Marc Connelly e William Keighley riadattarono la pièce per il grande schermo, nell'omonimo film con Rex Ingram nel ruolo di Adamo.